# Rue Charles-et-René-Auffray
La rue Charles-et-René-Auffray est une voie publique de la commune de Clichy, dans le département français des Hauts-de-Seine.

## Situation et accès
Partant du sud-ouest, elle croise le boulevard Jean-Jaurès et la rue Dagobert.
Elle est desservie par la station de métro Mairie de Clichy.

## Origine du nom

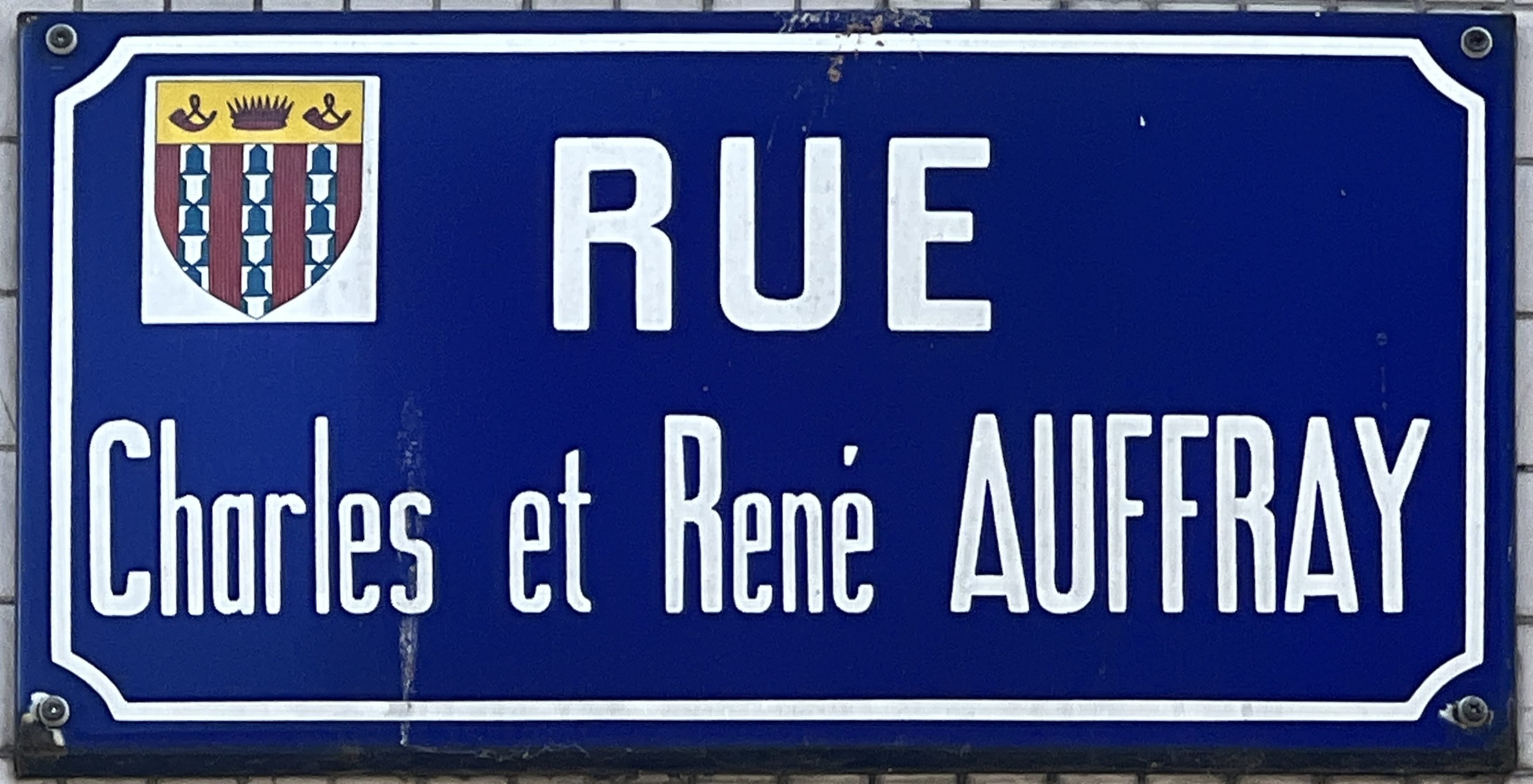
Plaque Rue Charles René Auffray.

Charles Auffray (1887-1957) fut maire de la ville de 1925 à 1941. Son fils René (1914-1963), membre lui aussi du parti socialiste, en sera maire-adjoint.

## Historique

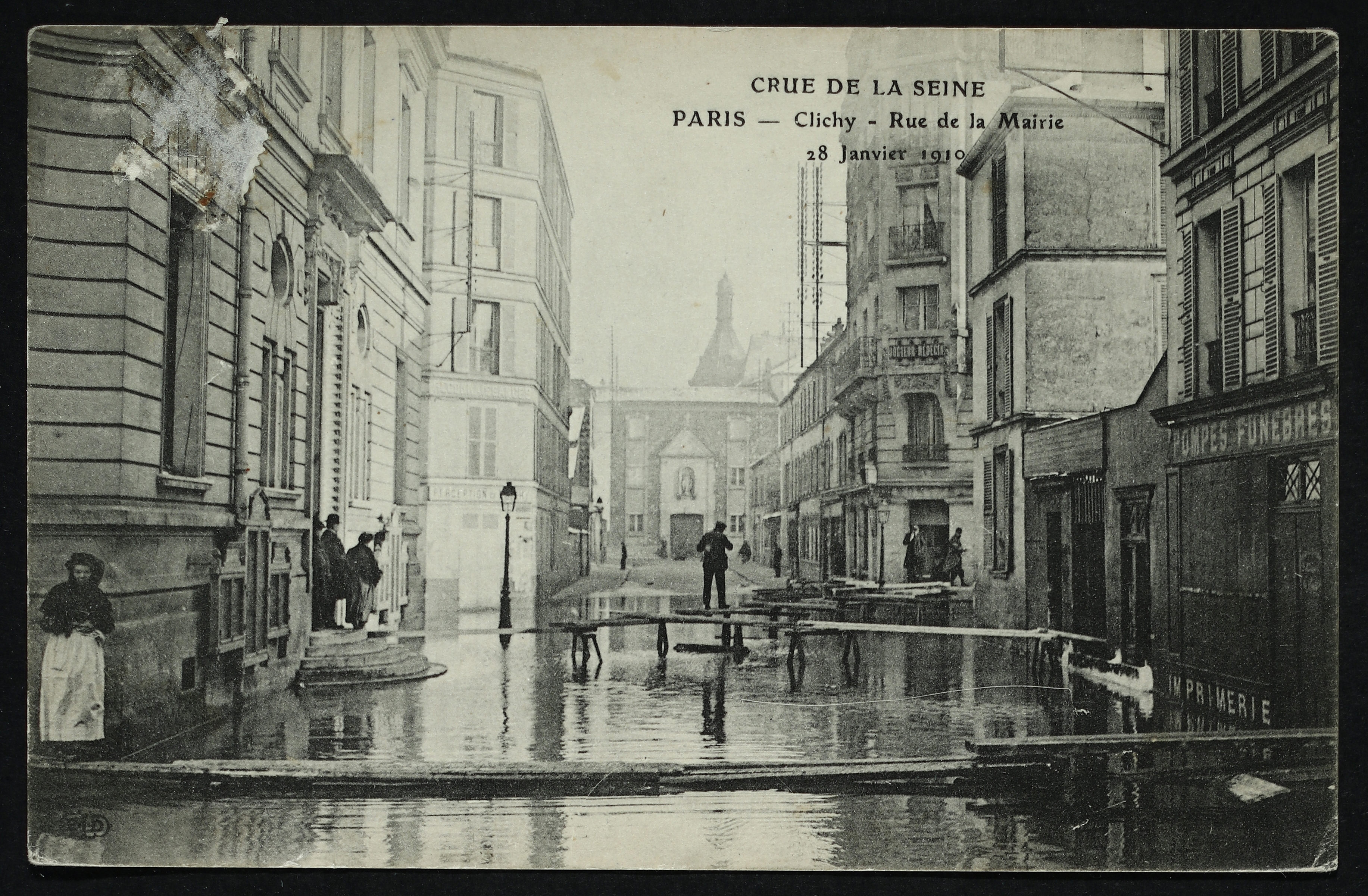
La crue de la Seine de 1910.

Cette rue est gravement atteinte par les inondations de la Seine en 1910,.

## Bâtiments remarquables et lieux de mémoire
- Hôtel de ville de Clichy.

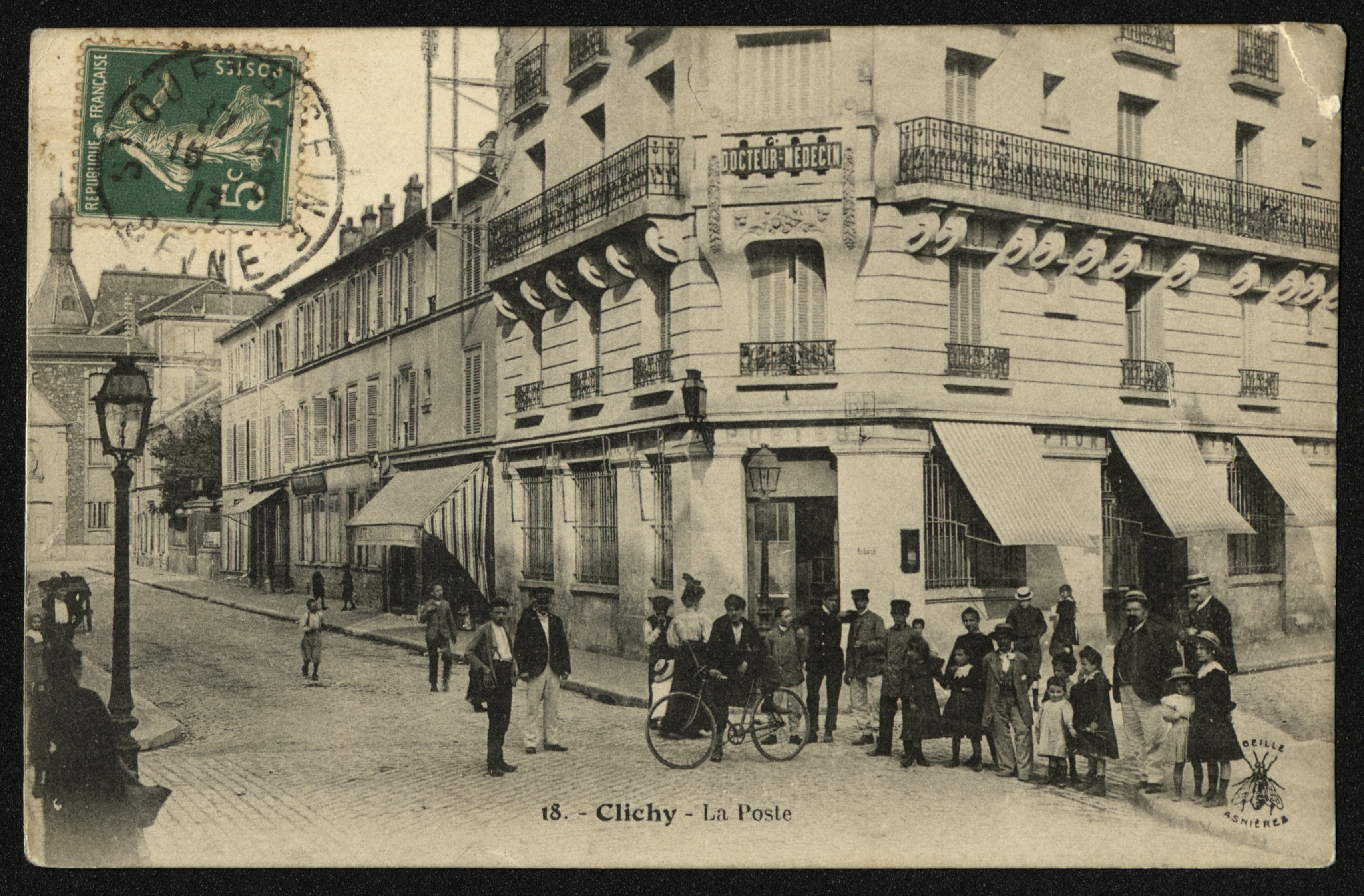
Ancienne poste, rue de la Mairie.

- Ancienne permanence du Parti socialiste, où il resta pendant une trentaine d'années[5].
- À l'angle de la rue Dagobert se trouve une plaque commémorant la fusillade de Clichy.